# HammerFall
HammerFall je švédská heavymetalová kapela. Vznikla v roce 1993 v Göteborgu a založili ji Oscar Dronjak a Jesper Strömblad.

## Historie

### Počátky (1993–1996)
HammerFall založil v roce 1993 kytarista Oscar Dronjak a bubeník Jesper Strömblad. Následně se ke kapele připojili kytarista Niklas Sundin, baskytarista Johan Larsson a zpěvák Mikael Stanne. Johan Larsson a Niklas Sundin však kapelu brzy opustili a jejich místo obsadili baskytarista Fredrik Larsson a kytarista Glenn Ljungström.
V té době měli všichni členové své kapely a HammerFall brali jako vedlejší projekt. Kromě pár vlastních skladeb hráli většinou coververze od Judas Priest, Pretty Maids a Alice Cooper.
V roce 1996 se HammerFall dostali do semifinále v soutěži Rockslaged. Zpěvák Mikael Stanne se však nemohl zúčastnit vystoupení a jako náhradu vybrali Joacima Canse. Vystoupení mělo úspěch, přestože se HammerFall do finále neprobojovali. Avšak Joacim Cans se stal oficiálním členem HammerFall.
V roce 1996 začali také s nahráváním debutového alba ve Studio Fredman. Nahrávání trvalo necelé dva týdny a mix pouhé dva dny.
Skladby k prvnímu albu složili Joacim, Oscar a Jesper Strömblad. Ten se však už na nahrávání alba nepodílel a za bicí usedl Patrik Räfling.

### Glory to the Brave a Legacy of Kings (1997–1999)
Debutové album Glory to the Brave vyšlo 27. června 1997 u vydavatelství Nuclear Blast. Na obalu alba se poprvé objevil maskot kapely, Hector. Glory to the Brave sklidilo velký úspěch. Jen za rok 1997 se prodalo na 100 000 kusů a bylo také nominováno na švédskou cenu Grammis.
Z kapely ale odešel kytarista Glenn Ljungström, který již působil v In Flames a nemohl se tak věnovat HammerFall naplno, a také baskytarista Fredrik Larsson. Novými členy HammerFall se stali kytarista Stefan Elmgren a baskytarista Magnus Rosén.
V roce 1997 HammerFall vystoupili také na festivalu Wacken před deseti tisíci lidmi.
Glory to the Brave je považováno za album, které pomohlo obrátit pozornost k v 90. letech upadajícímu heavy metalu a tento žánr "znovuzrodit".
V únoru 1998 začalo nahrávání druhého alba Legacy of Kings. Na skladbách se opět podíleli Oscar, Joacim a Jesper Strömblad, i přesto, že již nebyl plnohodnotným členem kapely. Legacy of Kings vyšlo 28. září 1998 u Nuclear Blast a v říjnu se kapela vydala na své první světové turné.
Vydání alba předcházelo 3. srpna 1998 vydání singlu Heeding the Call. Další singl I Want Out vyšel v roce 1999 a obsahuje cover verzi I Want Out od německé kapely Helloween, skladbu At the End of a Rainbow, cover verzi Man on the Silver Mountain od kapely Rainbow a videoklip ke skladbě Glory to the Brave. Cover I Want Out nahráli spolu s HammerFall také Kai Hansen a Udo Dirkschneider.
V roce 1999 vyšlo první VHS (v roce 2000 DVD) The First Crusade, které je kombinací videoklipů, živých vystoupení a interview.
Ještě v roce 1999 odchází z kapely bubeník Patrik Räfling a na jeho místo nastupuje Anders Johansson.

### Renegade a Crimson Thunder (2000–2003)
Nahrávání třetího alba probíhalo v Nashville v USA s producentem Michaelem Wagenerem. Třetí album s názvem Renegade vyšlo 9. října 2000 u vydavatelství Nuclear Blast. Na skladbách k albu Renegade se opět podílel i Jesper Strömblad. Videoklip ke skladbě Renegade, i samotné album, zaznamenal velký úspěch. Ve švédské hitparádě se umístil na prvním místě. Album atakovalo také prodejní žebříčky a stalo se komerčně velmi úspěšné.
V lednu 2001 se HammerFall vydali na své druhé světové turné. V létě vystoupili mimo jiné na festivalu Wacken, kde hráli v hlavním čase.
9. dubna 2001 byl vydán druhý singl Always Will Be a ke stejnojmenné skladbě byl natočen i videoklip.
21. května vyšlo na VHS (8. července na DVD) The Templar Renegade Crusades, které obsahovalo záznamy z nahrávání, koncerty, záznamy z backstage a setkání s fanoušky.
HammerFall dále pokračovali v nahrávání čtvrtého alba. Nahrávání probíhalo ve Wisseloord Studios v Nizozemsku s producentem Charlie Bauerfeindem. Na skladbách už se tentokrát nepodílel Jesper Strömblad.
Čtvrté album s názvem Crimson Thunder vyšlo 28. října 2002 u Nuclear Blast. Vydání alba rovněž předcházel singl Hearts on Fire, který vyšel 30. září 2002. Hearts on Fire vyšlo 4. listopadu 2002 také jako DVD.
V lednu 2003 se HammerFall vydali na turné k albu Crimson Thunder. Ze záznamu koncertu v Göteborgu vyšlo 17. října 2003 live album One Crimson Night. 29. června 2004 vyšlo One Crimson Night také na DVD.
V roce 2003 HammerFall poprvé vystoupili mimo jiné na festivalu Masters of Rock.

### Chapter V: Unbent, Unbowed, Unbroken a Threshold (2005–2008)
28. ledna 2005 vyšel singl Blood Bound k pátému studiovému albu Chapter V: Unbent, Unbowed, Unbroken. To bylo nahráváno v Dánsku v Lundgard Studios a vyšlo 4. března 2005 u Nuclear Blast. Následovalo turné po Evropě, Japonsku a Jižní Americe a dále na letních festivalech v Evropě. HammerFall nové album představili také v Plzni a na festivalu Masters of Rock ve Vizovicích. Na podzim roku 2005 absolvovali turné spolu se Stratovarius, v jehož rámci vystoupili i na prvním ročníku zimního Masters of Rock ve Zlíně.
HammerFall natočili videoklip ke skladbě Hearts on Fire spolu se švédským ženským reprezentačním curlingovým týmem, který vyhrál zlatou medaili na zimních olympijských hrách v Turíně 2006.
Hned v lednu roku 2006 začali s nahráváním šestého alba. Nahrávání probíhalo opět v dánském Lundgard Sudios. 6. srpna 2006 vyšel první singl The Fire Burns Forever. K této skladbě byl natočen i videoklip spolu ke švédskými atlety. HammerFall se skladbou The Fire Burns Forever vystoupili i na zahájení mistrovství Evropy v atletice, které se v roce 2006 konalo ve Švédsku.
22. září vyšel singl Natural High, ke kterému byl natočen videoklip a 18. října 2006 vyšlo šesté studiové album s názvem Threshold. Ve švédském prodejním žebříčku se drželo osm týdnu na prvním místě.
V lednu a únoru 2007 proběhlo evropské turné k albu Threshold, avšak bez zastávky v České republice.
6. března 2007 HammerFall oznámili, že z kapely odchází baskytarista Magnus Rosén. Nabídku na jeho místo dostal Fredrik Larsson, který již s HammerFall nahrál první řadové album Glory to the Brave. Ten nabídku přijal a po deseti letech se vrátil k HammerFall.
V červenci 2007 vystoupili v České republice opět na festivalu Masters of Rock.
23. října 2007 vychází první kompilační album s názvem Steel Meets Steel – Ten Years of Glory.
2. dubna 2008 odchází z kapely kytarista Stefan Elmgren, protože se chtěl naplno věnovat práci pilota a místo kytaristy zaujímá Pontus Norgren.
27. června 2008 vydávají album s coververzemi nazvané Masterpieces a také DVD Rebels With a Cause: Unruly, Unrestrained, Uninhibited. Prakticky hned po vydání začínají s nahráváním nového alba v Sonic Train Studios ve Švédsku.

### No Sacrifice, No Victory a Infected (2009–2012)
Sedmé studiové album No Sacrifce, No Victory vyšlo 20. února 2009 u Nuclear Blast. Následovalo turné "Any Tour Necessary" i se dvěma zastávkami v České republice, v Praze a ve Zlíně. Vystoupení v Praze se muselo pro velký zájem přesunout z klubu Abaton do haly Folimanka, která se i tak měsíc před koncertem vyprodala. V pražské Folimance se mělo původně točit i DVD, které ale nakonec nevyšlo.
Oscar a Joacim vystoupili ve vánoční show Hell’s Jingle Bells, kterou odvysílala švédská televize SVT 27. prosince 2009.
29. ledna 2010 HammerFall vystoupili poprvé v Indii na festivalu Saarang. Poté následovalo turné po Severní Americe.
V rámci letního "Any Festival Necessary" vystoupili mimo jiné jako headliner na prvním ročníku plzeňského Metalfestu.
Následně začali s nahrávání nového alba. Nahrávání probíhalo nejprve v USA a následně ve Švédsku s producentem Jamesem Michaelem. 8. studiové album Infected vyšlo 18. května 2011 ve Švédsku (20. května v Evropě, 7. června v Americe). Stalo se prvním řadovým albem, kde nebyl na obalu vyobrazen Hector.
V roce 2011 vystoupili i na festivalu Masters of Rock a v rámci podzimního turné "European Outbreak" také 13. listopadu v Praze mimo  jiné i s další kapelou baskytaristy Fredrika Larssona Death Destruction.
V roce 2012 vyšlo DVD Gates of Dalhalla. Jednalo se o speciální koncert ve švédském lomu Dalhalla k 15. výročí od vydání prvního alba. Na koncertě vystoupili jako hosté i bývalí členové HammerFall Stefan Elmgren, Jesper Strömblad, Mikael Stanne, dále švédský zpěvák Roger Pontare a sbor Team Cans.

### (r)Evolution a Built to Last (2014–2018)
Na festivalu Wacken v roce 2014 HammerFall odehráli speciální show, kdy zahráli všechny skladby z prvního alba Glory to the Brave a dále i nový singl Bushido. Jako hosté zde vystoupili i bývalí členové HammerFall, kde každý zahrál jednu skladbu. Stefan Elmgren – "Stone Cold", Patrik Räfling – "Unchained" a Jesper Strömblad – "The Dragon Lies Bleeding".
Nové album s názvem (r)Evolution vyšlo 27. srpna 2014 ve Švédsku a v Japonsku (29. srpna v Evropě, 2. září UK, Francie a USA, 9. září v Kanadě a 16. září v Austrálii).
Krátce po vydání alba z kapely odchází po patnácti letech bubeník Anders Johansson. Na turné po Evropě se tak s HammeFall vydává nový bubeník David Wallin a také Stefan Elmgen, který na turné nahradil baskytaristu Fredrika Larssona. V roce 2015 vystoupili v České republice ještě na festivalu Masters of Rock, Havířovských slavnostech a 11. prosince v pardubické Tipsport areně.
Na jaře 2016 začalo nahrávání desátého řadového alba. HammerFall téměř po dvaceti letech ukončili spolupráci s Nuclear Blast podepsali smlouvu s vydavatelstvím Napalm Records.
26. srpna 2016 vychází singl The Sacred Vow a 24. září Hammer High, ke kterému byl natočen videoklip. Desáté studiové album Built to Last vyšlo 4. listopadu 2016. V lednu 2017 HammerFall vyráží na evropské turné "Built to Tour" s Johanem Kolebergem za bicími. V rámci turné vystoupili 3. února ve zlínské hale Euronics. Na turné zazněla i instrumentální skladba složená ze skladeb z alba Glory to the Brave, kdy právě v roce 2017 uběhlo 20 let od jeho vydání. V roce 2017 vystoupili i na plzeňském Metalfestu.
V září 2017 se do kapely vrací bubeník David Wallin. 1. prosince 2017 vyšla výroční edice alba Glory to the Brave.
V květnu 2018 začalo severoamerické turné "reBuilt to Tour", po kterém následovaly letní festivaly. V Česku vystoupili jako headliner na festivalu Rock Heart v Moravském Krumlově.
7. prosince 2018 vyšla výroční edice alba Legacy of Kings.

### Dominion a Hammer of Dawn (2019–2023)
3. května 2019 vyšel singl "(We Make) Sweden Rock", který HammerFall zahráli i na plzeňském Metalfestu. Dále byly zveřejněny skladby "One Against the World" a "Dominion", ke které byl natočen videoklip. Samotné album s názvem Dominion vyšlo 16. srpna 2019 u Napalm Records.
3. ledna 2020 vyšel videoklip ke skladbě "Second to One", kterou nahráli se zpěvačkou kapely Battle Beast Noorou Louhimo. Poté HammerFall vyrazili na evropské turné, v jehož rámci vystoupili 13. února v pražském Forum Karlín. Z koncertu v německém Ludwigsburgu vyšel záznam "Live! Against the World".
12. listopadu 2021 vyšla výroční edice alba Renegade s názvem Renegade 2.0.
30. listopadu 2021 byla zveřejněna skladba "Hammer of Dawn" z připravovaného stejnojmenného alba. O den později byl zveřejněn i videoklip. 20. ledna 2022 vychází druhý singl "Venerate me". Studiové album Hammer of Dawn  vyšlo 25. února 2022.
Následně vyrazili spolu s německými Helloween na společné evropské turné s názvem United Forces Tour. 30. června 2022 vystoupili spolu s Helloween také v pražské O2 Areně. V České republice vystoupili také 3. prosince 2022 ve Zlíně na zimním Masters of Rock jako headliner a v roce 2023 jako headliner na festivalu Rock Castle.

### Avenge the Fallen (2024 - )
19. dubna 2024 začali HammerFall na svém facebookovém účtu odhalovat obal nového alba. 24. dubna byl zveřejněn singl s názvem Hail to the King. O den později byl k tomuto singlu zveřejněn videoklip a zároveň bylo oznámeno vydání nového alba. 3. června byl zveřejněn druhý singl s názvem The End Justifies. 9. srpna 2024 vyšlo řadové album s názvem Avenge the Fallen.
V říjnu 2024 se účastnili evropského turné spolu s Powerwolf a Wind Rose, přičemž zahráli i v pražských Holešovicích. Začátkem roku 2025 vyrazili na turné po Austrálii. 
V červenci 2025 vystoupí HammerFall na festivalu Masters of Rock.

## Sestava
- Joacim Cans – zpěv (1996–současnost)
- Oscar Dronjak – kytara (1993–současnost)
- Pontus Norgren – kytara (2008–současnost)
- Fredrik Larsson – baskytara (1994–1997, 2007–současnost)
- David Wallin – bicí (2014–2016, 2017–současnost)

Bývalí členové
- Johann Larsson – baskytara (1993–1994)
- Niklas Sundin – kytara (1993–1995)
- Mikael Stanne – zpěv (1993–1996)
- Jesper Strömblad – bicí (1993–1996)
- Glenn Ljungström – kytara (1995–1997)
- Patrik Räfling – bicí (1996–1999)
- Magnus Rosén – baskytara (1997–2007)
- Stefan Elmgren – kytara (1997–2008)
- Anders Johansson – bicí (1999–2014)
- Johan Koleberg – bicí (2016–2017)

## Diskografie

#### Studiová alba
- Glory to the Brave (1997)
- Legacy of Kings (1998)
- Renegade (2000)
- Crimson Thunder (2002)
- Chapter V: Unbent, Unbowed, Unbroken (2005)
- Threshold (2006)
- No Sacrifice, No Victory (2009)
- Infected (2011)
- (r)Evolution (2014)
- Built to Last (2016)
- Dominion (2019)
- Hammer of Dawn (2022)
- Avenge the Fallen (2024)

#### Koncertní alba
- One Crimson Night (2003)
- Gates of Dalhalla (2012)
- Live! Against the World (2020)

#### Singly, EP
- Glory to the Brave (1997)
- Heeding the Call (1998)
- I Want Out (1999)
- Renegade (2000)
- Always Will Be (2001)
- Hearts on Fire (2002)
- Blood Bound (2005)
- The Fire Burns Forever (2006)
- Natural High (2006)
- Last Man Standing (2007)
- Any Means Necessary (2009)
- One More Time (2011)
- Bushido (2014)
- The Sacred Vow (2016)
- Hammer High (2016)
- (We Make) Sweden Rock (2019)
- Second to One (2020)

#### DVD
- The First Crusade (1999)
- The Templar Renegade Crusades (2002)
- Hearts on Fire (2002)
- One Crimson Night (2003)
- Rebels With a Cause: Unruly, Unrestrained, Uninhibited (2008)
- Gates of Dalhalla (2012)

#### Kompilace
- Metallic Emotions (skladba "Dark Wings, Dark Words") (2007)
- Steel Meets Steel – Ten Years Of Glory (2007)
- Masterpieces (2008)